# Zoe de Toledo
Zoe Michaela de Toledo (Londres, 17 de julho de 1987) é uma remadora e timoneira britânica, medalhista olímpica.

## Carreira
De Toledo competiu nos Jogos Olímpicos de 2016, no Rio de Janeiro, onde conquistou a medalha de prata com a equipe da Grã-Bretanha no oito com.